# Бой при Хораниу
Бой при Хораниу (яп. 第一次ベララベラ海戦 Дайитидзи Бэра-Рабэра кайсэн, «Первое морское сражение у острова Велья-Лавелья»; англ. Battle off Horaniu)  — одно из морских боевых столкновений в ходе Тихоокеанской кампании. Произошло в ночь с 17 на 18 августа 1943 года у острова Велья-Лавелья близ местечка Хораниу.

## Предыстория
Для облегчения эвакуации гарнизона Коломбангары японское командование решило создать промежуточную базу для эвакуационных кораблей на севере острова Велья-Лавелья, в местечке Хораниу. С этой целью 17 августа из Буина вышел конвой из 20 барж с людьми и материалами. Прикрытие конвоя было поручено соединению эсминцев под командованием контр-адмирала Мацудзи Идзюина. Это передвижение было замечено с воздуха, и американский контр-адмирал Викинсон отправил на перехват группу эсминцев под командованием капитана 1 ранга Томаса Райана.

## Состав сторон
| США                | Япония                        |
| ------------------ | ----------------------------- |
| эсминец «Шевалье»  | эсминец «Садзанами» (флагман) |
| эсминец «О’Баннон» | эсминец «Хамакадзэ»           |
| эсминец «Тэйлор»   | эсминец «Исокадзэ»            |
| эсминец «Николас»  | эсминец «Сигурэ»              |
|                    | 20 барж                       |

## Ход боя
Около полуночи оба соединения кораблей достигли острова. В 0:29 американцы заметили противника к северо-западу от себя и совершили поворот, чтобы лечь на пересекающийся курс. Японский адмирал счёл своей главной задачей защиту барж и постарался поставить свои корабли перед американскими, чтобы отвлечь атаку на себя.
Вызов был принят и к 1:11, после серии поворотов, корабли оказались на параллельных контркурсах на расстоянии 9500 м друг от друга и принялись обмениваться торпедными и артиллерийскими ударами. Невзирая на плотный огонь с обеих сторон попаданий не было.
Затем оператор локатора с «Хамакадзэ» сообщил о крупном соединении противника, подходящем с юга. Руководствуясь этой информацией, Идзюин скомандовал отходить к северо-западу. Тем временем, баржи рассеялись и, таким образом, бой оказался окончен. Японский адмирал выполнил свою задачу по отвлечению противника от транспортов и американцы смогли потопить только 2 баржи.

## Результаты
Исходя из того, что японская сторона выполнила задачу по доставке строителей к месту назначения, отделавшись двумя потопленными баржами (из 20) и незначительными повреждениями двух эсминцев, можно говорить о стратегической победе японцев в этом бою.